# سمیون گروسو
سمیون گروسو (انگلیسی: Semion Grossu؛ زادهٔ ۱۸ مارس ۱۹۳۴) سیاست‌مدار اهل مولداوی است.
وی همچنین برندهٔ جوایزی همچون نشان لنین، نشان انقلاب اکتبر، و نشان پرچم سرخ کار شده‌است.